# Eria celebica
Eria celebica är en orkidéart som beskrevs av Robert Allen Rolfe. Eria celebica ingår i släktet Eria och familjen orkidéer.
Artens utbredningsområde är Sulawesi. Inga underarter finns listade i Catalogue of Life.